# USS Darlington
De USS Darlington was een stoomboot die in 1862 werd opgeleverd door de Confederate States Navy, de marine van de Geconfedereerde Staten van Amerika. De boot moest schepen van de Verenigde Staten beletten handel te drijven met andere landen. In 1862 werd de boot nog ingenomen door het schip USS Pawnee van de United States Navy.
Door de Union Navy werd de boot ingezet in de wateren nabij Fernandina Beach (Florida) en Port Royal (South Carolina). Vervolgens werd het schip een transportschip.